# レネ・クルヒン
レネ・クルヒン（Rene Krhin, 1990年5月21日 - ）は、ユーゴスラビア（現スロベニア）・マリボル出身の元スロベニア代表サッカー選手。現役時代のポジションはMF（セントラルミッドフィールダー）。

## 経歴

### クラブ
故郷のクラブであるNKマリボルの下部組織を経て、2007年1月にセリエAのインテルナツィオナーレ・ミラノのU-17チームに移籍した。2009年7月、当時のジョゼ・モウリーニョ監督によってトップチームへ招集され、アメリカ合衆国で行われたプレシーズンマッチに数試合出場した。9月13日のパルマFC戦で後半33分からヴェスレイ・スナイデルに代わり途中出場しセリエAデビュー。11月1日に行われたASリヴォルノ・カルチョ戦で初先発を飾った。11月にはクラブとの契約を2014年まで延長した。
2010年7月、ボローニャFCに共同保有権が譲渡され、2010-11シーズンはボローニャで4試合に出場。翌2011-12シーズンもボローニャに留まり7試合に出場。2012年3月11日のSSラツィオ戦でセリエA初ゴールを決めた。シーズン終了後の6月22日には共同保有権が更新された。2012-13シーズンは自己最多の21試合に出場。2013-14シーズンも共同保有が更新され、ボローニャで4シーズン目を迎える。
2014年6月にインテルが保有権を買い戻す形で古巣に復帰した。
2015年1月30日、コルドバCFにレンタル移籍。シーズン後半戦でリーグ戦14試合に出場したが、クラブはセグンダ・ディビシオンに降格した。
2015年7月23日、移籍金100万ユーロでグラナダCFへ完全移籍し4年契約を締結。8月30日のヘタフェCF戦で加入後デビューすると、フル出場しチームの2-1での勝利に貢献した。
2017-18シーズンはリーグ・アンのFCナントへシーズンローンとなり、シーズン終了後に買い取りオプションが行使された。2019-20シーズン終了を以てクラブとの契約を満了し退団した。
半年以上フリーの期間が続いたが、2021年2月9日にセグンダ・ディビシオンのCDカステリョンにシーズン終了までの契約で加入した。

### 代表
U-19スロベニア代表を経て、2009年9月5日には親善試合のイングランド戦において、19歳でA代表デビュー。2010 FIFAワールドカップ予選ではプレーオフのロシア戦で出場し本大会進出に貢献した。

## 代表歴

### 出場大会
- スロベニア代表
  - 2010 FIFAワールドカップ

### 試合数
- 国際Aマッチ 48試合 2得点（2009年-2019年）[10]

| スロベニア代表 | 国際Aマッチ | 国際Aマッチ |
| 年             | 出場        | 得点        |
| -------------- | ----------- | ----------- |
| 2009           | 2           | 0           |
| 2010           | 2           | 0           |
| 2011           | 2           | 0           |
| 2012           | 2           | 0           |
| 2013           | 7           | 1           |
| 2014           | 1           | 0           |
| 2015           | 6           | 0           |
| 2016           | 8           | 1           |
| 2017           | 4           | 0           |
| 2018           | 6           | 0           |
| 2019           | 8           | 0           |
| 通算           | 48          | 2           |

## タイトル
インテル
- セリエA : 2009-10
- コッパ・イタリア : 2009-10, 2010-11
- UEFAチャンピオンズリーグ : 2009-10